# Hugo Alberto Parente

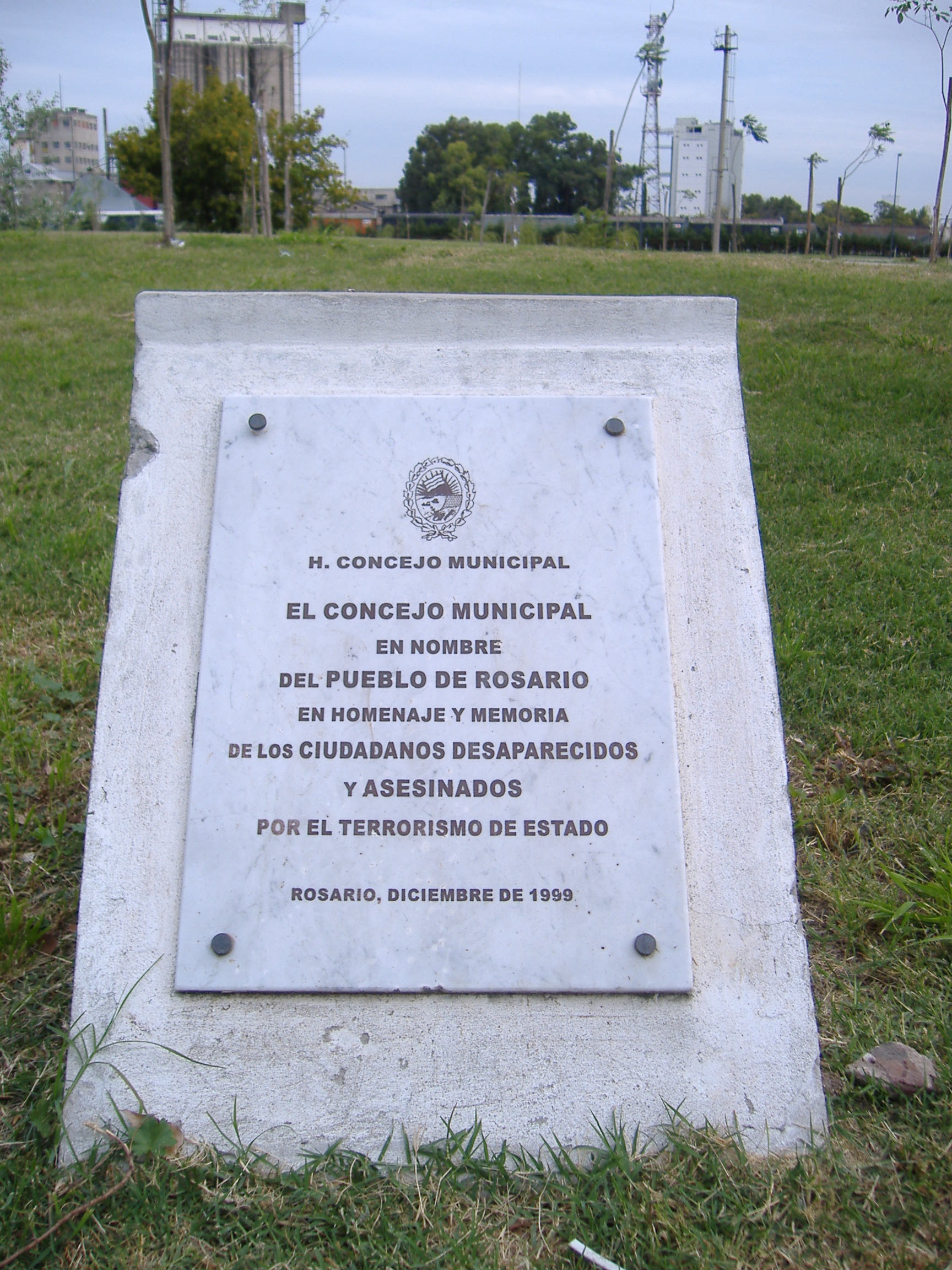
Recordatorio desaparecidos, Rosario

Hugo Alberto Parente Galloso “Beto” (24 de marzo de 1949 San Lorenzo, 8 de julio de 1976 secuestrado desaparecido en Fray Luis Beltrán, provincia de Santa Fe) fue un militante del peronismo revolucionario, víctima de la última dictadura cívico militar de Argentina

## Breve reseña
Integró la Juventud Peronista Regional II y la Juventud Universitaria Peronista (JUP) en la Facultad de Derecho. En Rosario, realizó un importante trabajo gremial en UPCN (Unión Personal Civil de la Nación), en lo que era la Dirección de Rentas, donde era delegado. Luciana Seminara en su libro “Bajo la sombra del ombú” asevera que Parente fue militante de “Montoneros Columna José Sabino Navarro” en el frente gremial.
Se casó con otra militante, Viviana Della Siega, el 8 de julio de 1972, y tuvieron dos hijos: Julieta y Lisandro, a quien no llegó a conocer porque nació diez días después de su desaparición.

## Secuestro y desaparición
El 11 de marzo de 1976, vencida la prórroga de la que gozaba por sus estudios universitarios, fue incorporado como soldado conscripto del Batallón de Arsenales 121,  de donde desapareció. Hugo vivía en Rosario con su esposa y la hija de ambos. La última visita a su familia la hizo el 20 de junio de 1976, aprovechando que había sido enviado en comisión a Rosario. En esa ocasión acordaron verse durante el desfile del 9 de Julio, pero ese día sus familiares no lograron encontrar a Hugo entre las tropas que marcharon. Preguntaron a otros soldados del Batallón de Arsenales 121 y estos les contestaron que quizás se había quedado de guardia. El domingo siguiente, día de visitas, la esposa de Hugo con su padre Armando Della Siega, llegaron al Batallón y allí les dijeron que el soldado Parente se había retirado de la unidad el 8 de julio, un día antes del desfile. Desde ese momento fue imposible dar con él.
La familia presentó Habeas corpus en octubre de 1976 y en marzo de 1979, ante el Juez Federal de Rosario, pero ambos fueron rechazados. Sus familiares pagaron una importante suma de dinero como "rescate" pero Hugo Alberto nunca fue restituído.
Su esposa Viviana Della Siega, pudo llegar hasta Victorio Bonamín, el vicario castrense de aquella época quien le hizo contestar: "Señora, no lo busque más. El Ejército lo hizo tirar al mar". Viviana no se conformó con la brutal y cínica respuesta del prelado, siguió y sigue reclamando. En 2006, ante la denuncia de una mujer que afirmó que en julio de 1976, cuando llevaba flores a la tumba de un familiar, pudo observar como personal militar enterraba cadáveres en el cementerio de San Lorenzo, se presentó como querellante para dilucidar si entre esos cuerpos está el de Hugo.
El padre de Hugo, Julio Parente, junto a Carlos su hermano, fueron precursores de la búsqueda de familiares desaparecidos en el cordón industrial,  búsqueda que la hacían, entre otras personas, junto a Fidel Toniolli. Julio Parente y Fidel Toniolli comenzaron la búsqueda de sus hijos en el mismo año del golpe. Se reunían en la cortada Ricardone de la ciudad de Rosario, junto a otros familiares con las mismas inquietudes.

## Homenajes
- En julio de 2008, se instaló una placa en su memoria en la antigua Dirección Provincial de Rentas de la Segunda Circunscripción.[6]
- En marzo de 2008, la intendencia de la ciudad de San Lorenzo a través de la ordenanza N.º 2465/06, lo reconoció como ciudadano ilustre. La calle Saavedra, en el tramo que va desde Belgrano hasta San Luis en la costanera sanlorencina, que se denomina desde entonces Hugo Alberto Parente. La elección de la fecha y el lugar donde se descubrió una placa tienen que ver con las circunstancias en que se produjo la desaparición de Hugo Parente: se presume que fue el 8 de julio de 1976 cuando cumplía con el servicio militar en el Batallón de Arsenales de Fray Luis Beltrán.[7]  La historia de la calle Saavedra tiene una estrecha relación con Hugo Parente y los integrantes de la denominada Agrupación Savino Navarro, ya que en ese sector antes existía un asentamiento precario, compuesto en su mayoría por pescadores, conocido como Villa Tranquila, que la Intendencia de facto, durante la presidencia de Alejandro Agustín Lanusse, quiso arrasar con las topadoras. La movilización y resistencia que le opusieron Parente, sus compañeros y los vecinos del lugar, evitaron el desalojo violento programado y los habitantes fueron trasladados a otro lugar de la ciudad, que posteriormente dio origen a lo que hoy es el barrio 3 de Febrero.[7]
- En marzo de 2017 se realizó un acto en el Bosquecillo de la Memoria de San Lorenzo, que recuerda a los desaparecidos de la última dictadura cívico militar: José Polenta, María Luisa Cuatrín, Roberto De Grandis, Carlos Vergara, Carlos Ignacio Kruppa, Roberto Camuglia, Oscar Riquelme, Ramón Di Fiori, Rafael Carroza, Lina Funes, Juan José Funes, Hugo Alberto Parente, Isabel Carlucci, José Prat, María Castellini, Rosa Montenegro, Rosa Benuzzi Torrens y José López.[8]
- Edilio “Didi” Quiroga describe la personalidad, convicciones y lucha de Hugo Alberto Parente en su libro “El hombre de la bicicleta” (2016).[4]

## Causa abierta
En el año 2004 se abrió una causa por los crímenes que se cometieron desde el norte del Gran Rosario hasta Puerto General San Martín.
El día de la desaparición de su esposo, Viviana trató de buscar ayuda y pensó en un abogado al que conocía por su militancia en el peronismo,  Pedro "Pili" Rodríguez. No tenían idea que en ese momento él era funcionario del gobierno de facto de San Lorenzo, y si bien tenían muchas diferencias en lo político, tenían trato. Pero ese día le cerró la puerta en la cara. Ahora, a la distancia piensa en su ingenuidad: él estuvo preso por su complicidad con la dictadura y ella pensó que podía ayudarla.
Además del caso de Hugo Alberto Parente, se busca esclarecer los casos de Héctor Müller, Carlos Kruppa, Lina Teresa Funes, Juan José Funes, Roberto "Potongo" Camuglia, Ramón Riquelme, Rafael Carroza, Ramón Di Fiore, José Alberto Polenta, María Luisa Cuatrin, Roberto De Grandis, Carlos Alberto Vergara y María Juana Castellini. También se investiga el secuestro de Luis Oscar Lapissonde, único sobreviviente de aquella represión.
Al igual que sucedió con el entonces soldado José Carlos Prat, por su desaparición fue imputado Horacio Maderna, secretario de Gobierno de la Municipalidad durante la dictadura militar de 1976.